# دولوپلازی (ناحیه پروستییوف)
دولوپلازی (به چکی: Doloplazy) یک منطقهٔ مسکونی در جمهوری چک است که در ناحیه پروستییوو واقع شده‌است. دولوپلازی ۲٫۹۱ کیلومتر مربع مساحت و ۵۷۱ نفر جمعیت دارد و ۲۱۴ متر بالاتر از سطح دریا واقع شده‌است.